# پدرو کنده (بازیکن فوتبال)
پدرو کنده (انگلیسی: Pedro Conde؛ زادهٔ ۲۶ ژوئیهٔ ۱۹۸۸) بازیکن فوتبال اهل اسپانیا است.
از باشگاه‌هایی که در آن بازی کرده‌است می‌توان به باشگاه فوتبال کوردوبا اشاره کرد.